# لوبیخووو
لوبیخووو (به لاتین: Lubichowo) یک روستا در لهستان است که در گمینا لوبیخووو واقع شده‌است.
 لوبیخووو  ۲٬۰۵۲ نفر جمعیت دارد.